# داروين ر. جيمس
داروين ر. جيمس (بالإنجليزية: Darwin R. James)‏ هو سياسي أمريكي، ولد في 14 مايو 1834، وتوفي في 19 نوفمبر 1908 في بروكلين في الولايات المتحدة. حزبياً، نشط في الحزب الجمهوري. وقد انتخب عضو مجلس النواب الأمريكي.